# Giersbergtunnel
Der Giersbergtunnel ist ein von 1912 bis 1915 erbauter Eisenbahntunnel in der nordrhein-westfälischen Kreisstadt Siegen. Namensgeber ist der 358 Meter hohe Giersberg im östlichen Stadtgebiet. Dieser wird in zwei getrennten Röhren durchquert.
Ihr Bau wurde durch Liebold & Co AG aus Holzminden durchgeführt, das auch den Zuschlag für die Dillstrecke von Siegen-Weidenau bis Niederdielfen bekommen hatte. Bis 1914 waren rund 3000 Arbeiter an dem Bauwerk tätig, mit Ausbruch des Ersten Weltkriegs ab Oktober 1914 nur noch rund 500 Arbeiter.

## Lage und Führung der Tunnelröhren
Durch die beiden Röhren des Giersbergtunnels führt zum einen die zweigleisige Strecke 2800 Hagen Hbf–Haiger (Länge der Röhre 699 Meter) zwischen Siegen-Weidenau und Siegen Ost Gbf und zum anderen die eingleisige Strecke 2881 Siegen Hbf–Siegen Ost Gbf (Länge der Röhre 732 Meter). Die Strecken der Röhren bilden an zwei getrennten Portalen auf der nordwestlichen Seite des Tunnels den Anschluss an zwei Schenkel eines Gleisdreiecks. Dabei überquert der zweigleisige Streckenabschnitt unmittelbar vor dessen eigenem Nordwestportal das Nordwestportal der eingleisige Strecke. Daher zählt der Giersbergtunnel zu den Überwerfungsbauwerken.
Die südöstlichen Mündungen beider Tunnelröhren ⊙ liegen in einem mit Bruchstein verkleideten Doppelportal nebeneinander im südöstlichen Hang des Giersbergs, um etwa zwei Meter in der Höhe zueinander versetzt. Die beiden nordwestlichen Portale des Giersbergtunnels ⊙ liegen ebenfalls in der Höhe zueinander versetzt und ungefähr 50 Meter voneinander entfernt; die Portale stehen in einem Winkel von etwa 90 Grad zueinander. Dadurch, dass beide Bahntrassen in einer Kurve liegen, ist deren Kreuzung allerdings schiefwinkelig.
Beide Tunnelstrecken wurden am 1. Dezember 1915 in Betrieb genommen.

## Betriebliche Aspekte

Ein Intercity in Richtung Münster benutzt zum Verspätungsabbau die direkte Verbindung von Haiger nach Siegen-Weidenau, Herbst 2022

Die eingleisige Strecke wird an Werktagen pro Stunde von durchschnittlich fünf Zügen befahren. Betrieblich ist die Strecke 2881 damit nicht überlastet, gilt aber überregional als Engpass im Schienennetz zwischen Köln und Frankfurt. Die Züge der Linie RE99 kreuzen beispielsweise kurz hinter der eingleisigen Strecke Richtung Haiger. Bei Verspätungen kann es passieren, dass der aus Frankfurt kommende Zug in Siegen Ost auf den Gegenzug warten muss. Ähnlich verhält es sich bei den IC-Zügen, die sich auf der anderen Seite des Tunnels im Hauptbahnhof kreuzen. Zusätzlich kommt es vor, dass zeitgleich noch Güterzüge auf Weiterfahrt in Siegen Ost oder Siegen Hbf warten müssen. Ein Ausbau auf Zweigleisigkeit ist aufgrund der engen Bebauung nur mit sehr hohen Kosten möglich.
Die zweigleisige Tunnelstrecke stellt eine direkte Verbindung zwischen der Dillstrecke und der nördlich davon gelegenen Ruhr-Sieg-Strecke her. Derzeit wird dieser Abschnitt nur vom Güterverkehr befahren. Bis zu ihrer Einstellung im Jahr 2002 fuhren über die zweigleisige Tunnelstrecke regelmäßig Interregio-Züge der Linie 22 (Münster-Frankfurt am Main). Diese Relation ist ab Dezember 2021 als Intercity-Linie 34 wieder eingeführt worden, jedoch im Normalfall mit Bedienung von Siegen Hbf und Nutzung der eingleisigen Röhre. 2017 wurde die Strecke baustellenbedingt für mehrere Tage mit planmäßigen Personenzügen befahren, welche zu den Linien RB93, RB95 und RE99 gehörten. Es handelte sich überwiegend um Direktfahrten zwischen Dillenburg und Hilchenbach mit Umfahrung von Siegen Hbf. Im April 2022 teilte DB Fernverkehr mit, dass man den Halt am Siegener Hauptbahnhof mit den IC-Zügen bei größeren Verspätungen kurzfristig auslassen will und durch den zweigleisigen Tunnel abkürzt, wodurch ca. 8 Minuten Verspätung abgebaut werden können. Aufgrund von regelmäßigen Verspätungen durch Bauarbeiten während der gesamten Osterferien 2022 wurde in Fahrtrichtung Münster diese Regelung bereits angewendet.